# Hexanchus
A Hexanchus a porcos halak (Chondrichthyes) osztályának szürkecápa-alakúak (Hexanchiformes) rendjébe, ezen belül a szürkecápafélék (Hexanchidae) családjába tartozó nem.
Rendjének és családjának a típusneme.

## Rendszerezés
A nembe az alábbi 2 recens faj és 8 fosszilis faj tartozik:
- hatkopoltyús szürkecápa (Hexanchus griseus) (Bonnaterre, 1788) - típusfaj
- Hexanchus nakamurai Teng, 1962

- †Hexanchus agassizi Cappetta, 1976
- †Hexanchus andersoni Jordan, 1907
- †Hexanchus casieri Kozlov, 1999
- †Hexanchus collinsonae Ward, 1979
- †Hexanchus gracilis Davis, 1887
- †Hexanchus hookeri Ward, 1979
- †Hexanchus microdon Agassiz, 1843
- †Hexanchus tusbairicus Kozlov in Zhelezko & Kozlov, 1999

## Források

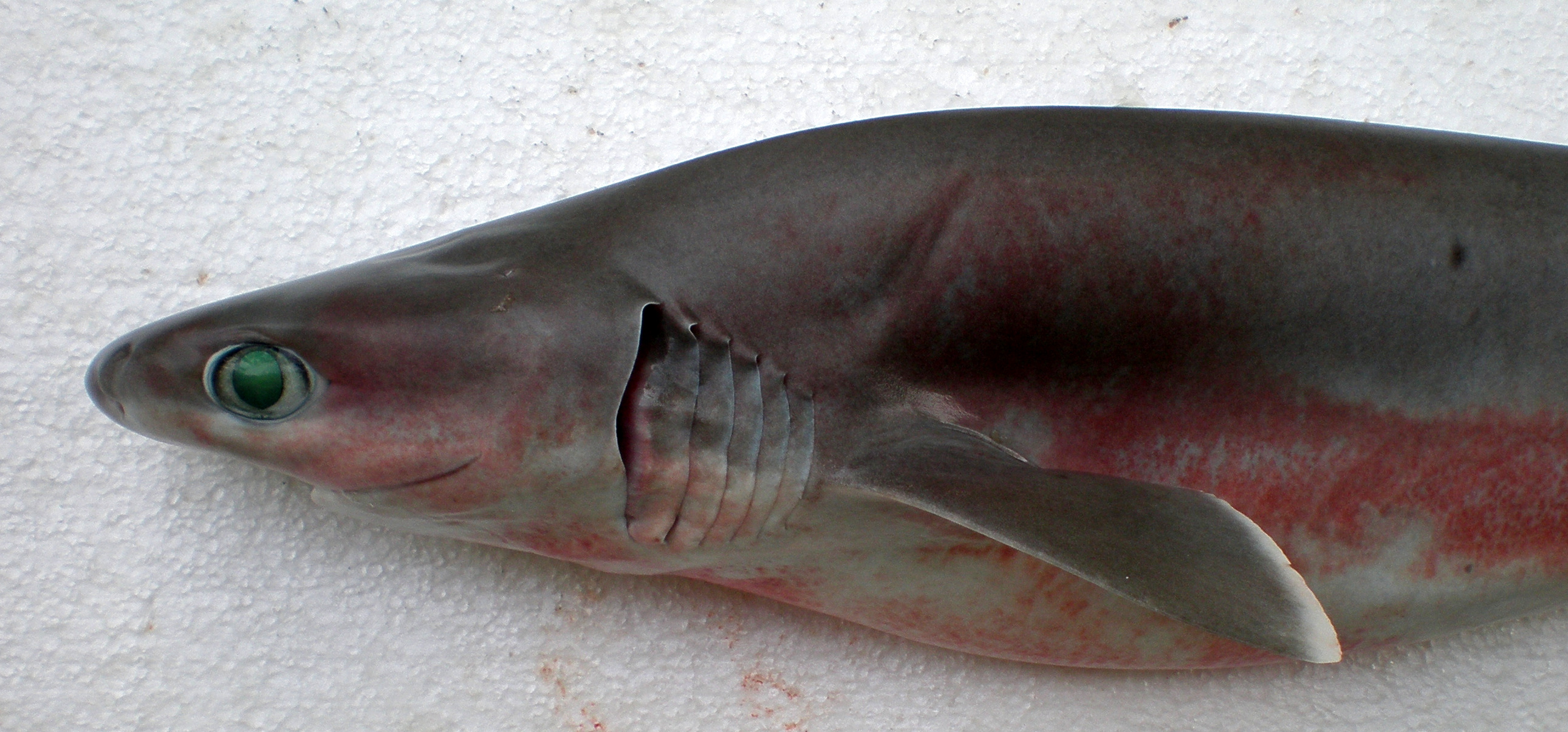
Hexanchus nakamurai

### Fordítás
- Ez a szócikk részben vagy egészben  a   Hexanchus című angol Wikipédia-szócikk ezen változatának fordításán alapul.  Az eredeti cikk szerkesztőit annak laptörténete sorolja fel. Ez a jelzés csupán a megfogalmazás eredetét és a szerzői jogokat jelzi, nem szolgál a cikkben szereplő információk forrásmegjelöléseként.